# 閃電俠 (1990年電視劇)
《閃電俠》（英語：The Flash）是1990年美國CBS電視劇，由丹尼·比爾森及保羅·德·梅奧的寫作團隊開發。它基於DC漫畫角色「閃電俠」貝瑞·艾倫，一個具有以超速度移動的能力超級英雄，由約翰·衛斯理·席普主演。其他主演還有阿曼達·佩斯及艾力克斯·德瑟。

## 劇情
中央市警察局的法醫科學家貝瑞·艾倫被他的實驗室中的閃電擊中並受到化學物質侵害。他擁有超級速度並為自己創造了一個超級英雄身份來打擊犯罪。 星辰實驗室研究科學家蒂娜·麥吉博士幫助貝瑞打擊犯罪，同時試圖了解他的超能力。貝瑞除了他的超級英雄生活外，還必須保持私人生活，並對他的同事、老闆和他最好的朋友隱藏超級英雄身份。

## 主要角色
- 約翰·衛斯理·席普 飾演 貝瑞·艾倫: 
中央市警察局（CCPD）的法醫科學家，他被閃電擊中後獲得超速度的力量[1][2]。 席普也分飾閃電俠的邪惡複製人「Pollux」。
- 阿曼達·佩斯 飾演 蒂娜·麥吉（英语：Tina McGee）:
星辰實驗室的科學家，為閃電俠提供實驗發明，以適應和克服他的敵人並了解他的力量。她也是巴里的伴侶[3][2]。
- 艾力克斯·德瑟飾演 Julio Mendez:
 中央城市警察局科學家，也是貝瑞的同事兼密友。

## 衍生作品
- 美國CW電視台推出的綠箭宇宙系列影集將此劇列為同個平行宇宙「地球90」[4]。而2018年交叉集指出地球90的超級英雄被監視者考驗打敗，閃電俠來到地球1後被監視者傳送至其它地方。2019年交叉集「無限地球危機」表示閃電俠被反監視者囚禁，成為毀滅多元地球的能量。最後代替地球1的閃電俠犧牲。

## 資料來源
1. ↑  King, Susan. . Los Angeles Times. September 19, 1990  [August 8, 2015]. （原始内容存档于2015-05-11）.
2. 1 2  Miller, Ron. . Chicago Tribune. August 30, 1990  [August 8, 2015]. （原始内容存档于2015-06-09）.
3. ↑  Martin, Sue. . Los Angeles Times. November 7, 1990  [August 8, 2015]. （原始内容存档于2015-10-30）.
4. ↑  
約翰迪格爾為綠光戰警？CW綠箭宇宙交叉集「異世界」曝玄機 （页面存档备份，存于） 2018-12-11 DramaQueen電視迷